# Elurín
Elurín je izmišljen lik iz Tolkienove mitologije, serije knjig o Srednjem svetu britanskega pisatelja J. R. R. Tolkiena.
Bil je sin Diorja in njegove vilinske žene Nimloth.
Njegovo ime v sindarinščini pomeni spomin Eluja.